# Corydoras pygmaeus
Corydoras pygmaeus és una espècie de peix de la família dels cal·líctids i de l'ordre dels siluriformes que es troba a Sud-amèrica: conca del riu Madeira.
Els mascles poden assolir els 2,1 cm de longitud total.